# Sólo por hoy
Sólo por hoy es una película Argentina dirigida por Ariel Rotter sobre su propio guion escrito en colaboración con Lautaro Núñez de Arco y con la asesoría de David Oubiña. Se estrenó el 7 de junio de 2001 y tuvo como actores principales a Sergio Boris, Ailí Chen, Damián Dreizik, Federico Esquerro y Mariano Martínez. 
La banda sonora de la película fue compuesta y ejecutada por Gustavo Cerati en colaboración con Flavio Etcheto.

## Sinopsis
Narra las situaciones cotidianas de cinco amigos que comparten una casa en Buenos Aires.
Estructurada como un rompecabezas compuesto por fragmentos de los cinco personajes durante los cinco días de la semana. Cada uno atraviesa diferentes situaciones, conformando en el final una única escena sobre los deseos y las limitaciones de nuestras vidas.

## Reparto
Intervinieron en la película los siguientes intérpretes:
- Sergio Boris	...	Fer
- Ailí Chen	...	Ailí
- Damián Dreizik	...	Toro
- Federico Esquerro	...	Morón
- Mariano Martínez	...	Equis
- Marcelo Mangone	...	Manga
- Fernando Cía	...	Productor de publicidad
- Carlos Kaspar	...	Dennis
- Jessica Bacher	...	Chica de Equis
- Sergio Wang	...	Chino
- Alejandro Mariani	...	Chef
- Isabel Achával	...	Chica del casting
- Josefina Viton	...	Chica del casting
- Laura Zelaya	...	Fiona
- Ana Mele	...	Mucama del hotel
- Constantino Cosma	...	Empleado del museo
- Hugo Guzzo	...	Taxista
- Ernesto Villegas 	...	Hombre del casting
- Graciela Baduán	...	Mujer del padre de Morón
- Derli Pradas	...	Padre de Morón
- Pablo Farina	...	Cocinero
- Víctor Zaragoza	...	Cocinero
- Maximiliano Polatto	...	Cocinero
- Sergio Trinidad	...	Cocinero
- Carmen Renard	...	Señora entrevistada
- Hugo Balcone	...	Policía en el restaurante
- Alfredo Balcone	...	Psicólogo
- Tsai Chung Lin	...	Mujer del chino
- Tsai Ichin	...	Hija del chino
- Piren Larrieu

## Comentarios
Hugo Caligaris en La Nación opinó:

«Tal vez en la vida de la gente común no haya fatalidad mayor que la ausencia de grandes episodios, y esto es lo que da gusto amargo a esta película. Tal vez no haya heroísmo mayor que mantener las ilusiones en circunstancias aplastantes, y esto es lo que le da, por otro lado, humanidad y dulzura.»

Luciano Montenegro en Página 12 escribió:

«…cierta lasitud de los personajes, esa leve sensación de abandono, que sin embargo no reniega de la esperanza, le va dando al film su tono y su tiempo, siempre relajado, laxo, ligero. Lo que se extraña…es algo más de chispa, de sorpresa considerando la libertad de su propuesta y el hecho de que varias escenas parecen trabajadas a partir de la improvisación de los actores.»

Fernando M. Peña en Filmonline.com.ar dijo:

«Rottjr utiliza como sostén narrativo un humor estilizado, pero al mismo tiempo bien cotidiano, y en este sentido resultan fundamentales las muy buenas actuaciones de todo el elenco…el humor no traiciona el tono por lo general melancólico de Sólo por hoy sino que lo enriquece.»

Manrupe y Portela escriben:

«Una película que trata acerca de lo que la gente es en la vida y lo que realmente quiere ser. En el desarrollo de los conflictos de cada chico y su sueño, Rotter hace que sea creíble, conmovedor y sin lugares comunes. Sincera, pero con notables influencias del paso de Wong Kar Wai por estas playas.»

## Locaciones

Villa Virginillo

La película fue rodada en la Ciudad Autónoma de Buenos Aires.  
Las escenas en que los protagonistas comparten su hogar fueron rodadas en el edificio llamado Villa Virginillo, construcción histórica edificada en 1908 y situada en Av. Córdoba y Dorrego (CABA). También se lo identifica popularmente como "Edificio del Águila" debido a que está coronado con un ave rapaz.   
Varias canciones de la banda sonora,  compuesta por Gustavo Cerati, fueron inspiradas en escenas rodadas en este edificio.  
Si bien el mismo estaba protegido por la ley 3056 debido a su valor histórico-patrimonial, el gobierno porteño habilitó recientemente su demolición para la construcción de un edificio.

## Premios y nominaciones
Asociación de Cronistas Cinematográficos de la Argentina, Premios 2002
Nominados
- Damián Dreizik, al Premio Cóndor de Plata a la Mejor Revelación Masculina.
- Federico Esquerro, al Premio Cóndor de Plata a la Mejor Revelación Masculina.
- Ailí Chen, al Premio Cóndor de Plata a la Mejor Revelación Femenina.
- Ariel Rotter al Premio Cóndor de Plata a la Mejor Ópera Prima

Festival de Cine de Bogotá, premios 2001.
- Ariel Rotter, ganador del Círculo Precolombino de Oro
- Ariel Rotter, nominado al Círculo Precolombino de Oro a la Mejor Película.

Festival Internacional de Cine de Friburgo, 2002
- Ariel Rotter, ganador de Mención Especial en el Premio E-Changer
- Ariel Rotter, nominado al Gran Premio.

 Festival Internacional del Nuevo Cine Latinoamericano de La Habana 2001
- Lucia Leschinsky y Aili Chen, ganadoras del Premio a la Mejor Dirección Artística

MTV Movie & TV Awards, Latinoamérica 2002
- Ariel Rotter nominado a los Premios a la Mejor Película y al Premio Favorito del Público,

Festival de Cine Latinoamericano de Toulouse 2001
- Ariel Rotter, ganador del Premio del Público.

Festival Internacional de Cine de Valdivia 2001
- Aili Chen ganadora del Premio a la Mejor Actriz.